# Munkfors köping
Denna artikel handlar om den tidigare kommunen Munkfors köping. För orten se Munkfors. För kommunen, se Munkfors kommun.
Munkfors köping var en kommun (köping) i Värmlands län.

## Administrativ historik
Munkfors köping bildades 1949 av Ransäters landskommun, där Munkfors municipalsamhälle inrättats 9 maj 1941. 1971 ombildades köpingen till Munkfors kommun.
Munkfors församling hade utbrutits ur Ransäters församling 1942 efter att ha varit kapellförsamling från 1918. 2010 uppgick församlingen i Munkfors-Ransäters församling som 2013 uppgick i Forshaga-Munkfors församling.

## Kommunvapen
Blasonering: I fält av silver en uppstigande blå munk och däröver en av en vågskura bildad blå ginstam, belagd med två lindar och mellan dem ett grekiskt kors, som i vardera vinkeln är åtföljt av ett lod, allt i silver.
Vapnet fastställdes för Ransäters landskommun av Kungl Maj:t 1944 och registrerades i Patent- och registreringsverket för Munkfors kommun 1974. 1949–1970 fördes det av Munkfors köping.

## Geografi
Munkfors köping omfattade den 1 januari 1952 en areal av 147,23 km², varav 140,28 km² land.

### Tätorter i köpingen 1960
I Munkfors köping fanns tätorten Munkfors, som hade 4 840 invånare den 1 november 1960. Tätortsgraden i köpingen var då 77,6 procent.

## Politik

### Mandatfördelning för kommunfullmäktige efter valen 1950–1966
| 2 | 31 | 2 | 4 |  |

| 36 |

| 3 | 28 | 2 | 4 | 3 |

| 38 |

| 2 | 29 | 2 | 4 | 3 |

| 37 |

| 2 | 30 | 2 | 4 | 2 |

| 37 |

| 3 | 27 | 2 | 5 | 3 |

| 36 |